# The Misunderstood
The Misunderstood — американо-британская рок-группа, образовавшаяся в 1963 году в Риверсдейле, Калифорния, переехавшая (по приглашению Джона Пила) в 1966 году в Лондон, Англия, и здесь, несмотря на скудность записанного материала (официально вышли лишь два её сингла), получившая репутацию пионеров рок-психоделии, о которых с восторгом отзывались, в частности, Pink Floyd. Стиль группы нередко сравнивали со стилем The Yardbirds, во многом благодаря необычной, новаторской гитарной работе. Журнал Creem в 2004 году писал о группе как одной из самых необычных в истории рока; Head Heritage Magazine отмечал новизну звучания The Misunderstood, группы, которая намного опередила своё время.

## Дискография

### Синглы
- «You Don’t Have to Go/Whose Been Talkin'»? (Blues Sound, USA 1965)
- «I Can Take You to the Sun» (Hill/Brown) / «Who Do You Love» (Ellas McDaniel) (Fontana Records 1966)
- «Children of the Sun» (Hill/Brown)/«I Unseen» (Fontana Records, Feb 1969)
- «Tuff Enough» / «Little Red Rooster» (Fontana, 1969)
- «Never Had A Girl» (Like You Before) (Campbell/Hoard) / «Golden Glass» (Campbell/Hoard) (Fontana TF1041, July 1969)
- Children of the Sun EP (Cherry Red Records, 1980)

### Альбомы
- Before The Dream Faded (Cherry Red Records, 1982)
- The Legendary Gold Star Album (Cherry Red)
- The Lost Acetates 1965-66  (Ugly Things Records)
- Broken Road (Cherry Red, 1998)

## Сборники
- Acid Drops, Spacedust & Flying Saucers: Psychedelic Confectionery — Performer
- Ghetto South — Vocals
- Pillows & Prayers, Vol. 1 — Performer
- Acid: Final Frontier — Performer
- In Search of Space: 60’s to 70’s, Vol. 3 — Performer
- Pillows & Prayers, Vol. 2 — Performer
- And the Heavens Cried — Performer
- Nuggets II — Performer
- Rare Trax vol. 32 — Eight Miles High. US Psychedelic Underground from the 60’s and 70’s. — Performer